# Générale de services téléphoniques
Pour les articles homonymes, voir GST.
La Générale de services téléphoniques (GST) est une entreprise française spécialisée dans le secteur des télécommunications.

## Histoire
La GST est une société créée en 1976 par la Compagnie générale d'électricité pour se développer sur le marché des équipements de réseaux et de téléphonie à destination des entreprises privées. Sa forte croissance est encore accélérée en 1978 par plusieurs acquisitions.